# Titularerzbistum Ratiaria
Das Erzbistum Ratiaria (italienisch arcidiocesi di Raziaria, lateinisch Archidioecesis Ratiarensis) ist ein Titularerzbistum der römisch-katholischen Kirche.
Es geht zurück auf ein früheres Bistum der antiken Stadt Ratiaria in Moesien.
| Titularerzbischöfe von Ratiaria |                                   |                                                                    |                   |                  |
| Nr.                             | Name                              | Amt                                                                | von               | bis              |
| 1                               | Gustave-Charles-Marie Mutel MEP   | Apostolischer Vikar von Seoul (Korea unter japanischer Herrschaft) | 11. Januar 1926   | 22. Januar 1933  |
| 2                               | Andrew Killian                    | Koadjutorerzbischof von Adelaide (Australien)                      | 11. Juli 1933     | 5. November 1934 |
| 3                               | Anselm Edward John Kenealy OFMCap | emeritierter Erzbischof von Simla (Britisch-Indien)                | 13. Januar 1936   | 8. Dezember 1943 |
| 4                               | Marian Oleś                       | Apostolischer Nuntius                                              | 28. November 1987 | 24. Mai 2005     |
| 5                               | Kurian Mathew Vayalunkal          | Apostolischer Nuntius                                              | 3. Mai 2016       |                  |